# Fantasies & Delusions
Fantasies & Delusions es el primer álbum de Billy Joel de composiciones clásicas, lanzado en 2001. Las piezas son ejecutadas por Richard Joo.

## Lista de canciones
1. "Opus 3. Reverie (Villa d'Este)" (Joel) – 9:31
2. "Opus 2. Waltz # 1 (Nunley's Carousel)" (Joel) – 6:58
3. "Opus 7. Aria (Grand Canal)" (Joel) – 11:08
4. "Opus 6. Invention in C Minor" (Joel) – 1:04
5. "Opus 1. Soliloquy (On a Separation)" (Joel) – 11:26
6. "Opus 8. Suite for Piano (Star-Crossed): I. Innamorato" (Joel) – 7:46
7. "Opus 8. Suite for Piano (Star-Crossed): II. Sorbetto" (Joel) – 1:30
8. "Opus 8. Suite for Piano (Star-Crossed): III. Delusion" (Joel) – 3:37
9. "Opus 5. Waltz # 2 (Steinway Hall)" (Joel) – 7:00
10. "Opus 9. Waltz # 3 (For Lola)" (Joel) – 3:28
11. "Opus 4. Fantasy (Film Noir)" (Joel) – 8:56
12. "Opus 10. Air (Dublinesque)" (Joel) – 3:46

- Datos: Q913984